# Bitwa nad Hoke’s Run
Bitwa nad Hoke’s Run (znana także jako bitwa pod Falling Waters lub bitwa pod Hainesville) – starcie zbrojne, które miało miejsce 2 lipca 1861 roku w trakcie wojny secesyjnej.
Celem generała Roberta Pattersona było związanie walką armii generała Josepha E. Johnstona w dolinie Shenandoah i zapobieżenie wzmocnieniu sił generała P.G.T. Beauregarda pod Manassas w Wirginii.
2 lipca generał Patterson na czele armii 18 000 żołnierzy przekroczył rzekę Potomak w okolicy Williamsport. W okolicy potoku Hoke’s Run napotkał brygadę generała Thomasa J. Jacksona, który zamierzał opóźnić marsz wojsk Unii. Doszło do walki, podczas której wojska Jacksona ostatecznie wycofały się w kierunku południowym.
3 lipca Patterson zajął Martinsburg, w którym pozostał do 15 lipca, po czym pomaszerował do Bunker Hill w Zachodniej Wirginii. Podczas tego marszu doszło do kolejnych utarczek z brygadą Jacksona.
12 lipca głównodowodzący sił Unii generał Winfried Scott Patterson podjął decyzję o decydującym ataku na wojska Jacksona. Ponieważ nie posiadał ku temu odpowiednich sił, zdecydował się związać wojska południowców walkami w dolinie Shenandoah. Johnson dysponował jednak znacznymi siłami, które skierował do Manassas, dlatego też bezpośredni pościg wydawał się Pattersonowi zbyt niebezpieczny. Wybrał w końcu mniej niebezpieczną drogę przez Leesburg w Wirginii. W swoim meldunku z 16 lipca Patterson wskazał na blokadę drogi do Winchester, tłumacząc się ze swojego ruchu nieobecnością przeciwnika w mieście. Nakazał jedynie zajęcie ważnego strategicznie Harpers Ferry.
Manewr wojsk Unii w kierunku wschodnim umożliwił konfederatom bezpieczny marsz doliną Shenandoah. Johnston mógł też nie niepokojony dostarczyć koleją posiłki dla Beauregarda pod Manassas. Krok ten zadecydował w głównym stopniu o zwycięstwie konfederatów w trakcie I bitwy pod Manassas.